# Amplificateur optique
Pour les articles homonymes, voir Amplificateur.

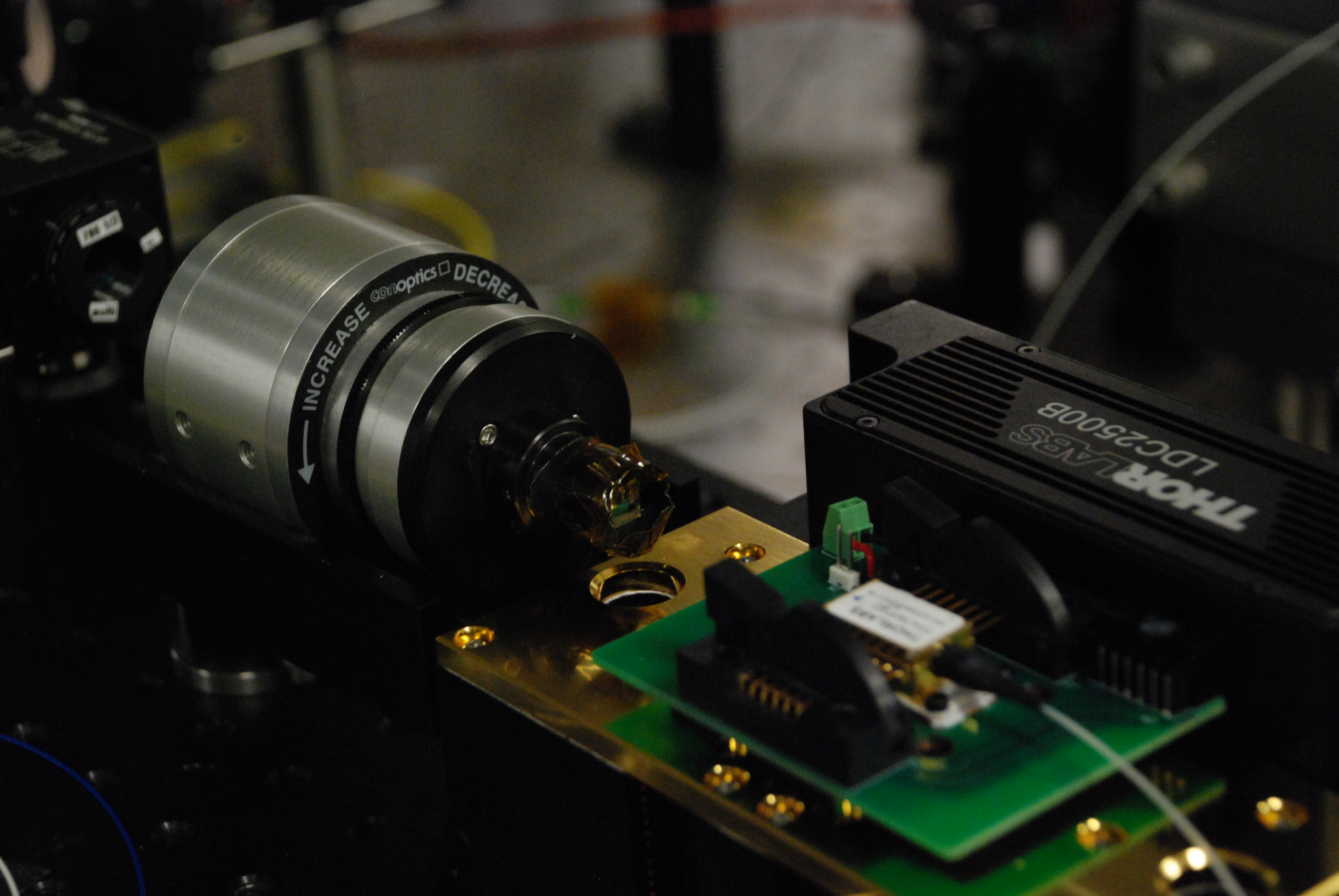
Un amplificateur optique suivi d'un isolateur pour protéger des réflexions.

En optique, on appelle amplificateur optique un dispositif qui amplifie un signal lumineux sans avoir besoin de le convertir d'abord en signal électrique avant de l'amplifier avec les techniques classiques de l'électronique.

## Amplificateurs à fibre

### Amplificateur à fibre dopée

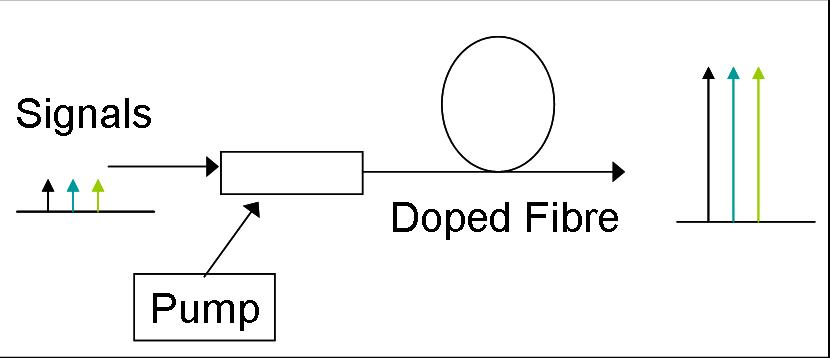
Diagramme schématique d'un amplificateur à fibre dopée

Un amplificateur à fibre dopée fonctionne à la manière d'un laser. Une portion de fibre optique est dopée et est pompée optiquement avec un laser afin de placer les ions de dopage dans un état excité. Lorsqu'un signal lumineux passe à travers ce morceau de fibre optique, il désexcite les ions par effet laser en produisant un photon en tout point identique au photon incident. Le signal lumineux a donc été doublé.
Par effet d'avalanche, l'amplification du signal se fait jusqu'à la sortie de la section dopée de la fibre optique.

#### Bruit dans les amplificateurs à fibre dopée
Les amplificateurs à fibre dopée sont sujets à un bruit qui est dû à la désexcitation spontanée des ions. Cette désexcitation produit des photons dans des directions aléatoires, mais seule la direction avant intervient dans le bruit final observé en sortie de fibre.
La désexcitation dans les autres directions, notamment en sens inverse de la propagation normale du signal est également indésirable, car elle réduit le rendement de l'amplificateur en des-excitant des ions qui ne peuvent ainsi plus participer à l'amplification « utile » du signal.
Afin d'éviter un trop fort bruit d'amplification, on travaille à des gains modérés.

#### Effet de polarisation
Dans les amplificateurs à fibre dopée, on peut mettre en évidence une différence d'amplification (<0.5dB) en fonction de la polarisation du signal incident.

#### Amplificateur à fibre dopée à l'erbium

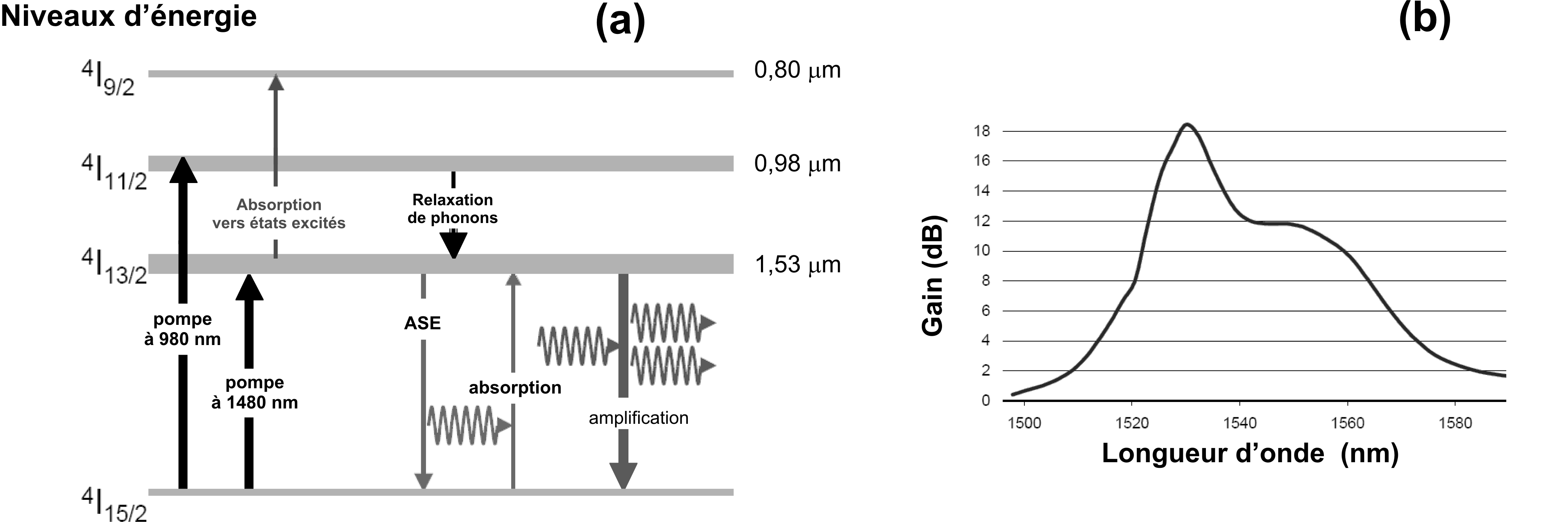
Amplification erbium

Les amplificateurs à fibre dopée à l'erbium (EDFA) sont les plus communs. 
Les longueurs d'onde de travail sont réparties en deux fenêtres. La bande Conventionnelle (d'où C-Band) entre 1 525 nm et 1 565 nm et la bande Longue (appelée L-Band) entre 1 570 nm et 1 610 nm. Ces deux bandes peuvent être indifféremment amplifiées par ce type d'amplificateur, mais on préfère souvent utiliser des amplificateurs optimisés pour chaque application.
La principale différence entre les amplificateurs pour bande C ou L est que pour la bande L, la longueur de fibre dopée est nettement plus longue, ce qui nécessite un pompage optique moins fort.
Il existe deux longueurs d'onde pour le pompage optique de ce type d'amplificateur : 980 nm et 1 480 nm. La longueur d'onde de 980 nm est habituellement utilisée pour des équipements à faible bruit. Par contre, comme la fenêtre d'absorption est relativement étroite, on doit utiliser des sources lasers stabilisées. La fenêtre d'absorption de la longueur d'onde de 1 480 nm est plus large et est habituellement utilisé pour des amplifications de plus forte puissance. Le pompage optique à ces deux longueurs d'onde est habituellement utilisé en conjonction dans les systèmes.
Les amplificateurs à fibre dopée à l'erbium ont été inventés par une équipe comprenant David N. Payne (en) de l'université de Southampton ainsi qu'un groupe des Laboratoires AT&T Bell Labs incluant un chercheur français Emmanuel Desurvire.
L'EDFA est un amplificateur optique à fibre dopée aux ions erbium composé d'une petite longueur de fibre dopée aux ions Er3+. Le signal optique à amplifier ainsi que le laser pompe (apportant l'énergie) sont couplés dans la fibre dopée et émettent dans la même direction.

#### Amplificateurs pour d'autres longueurs d'onde
Le thulium est utilisé comme dopant pour amplifier les signaux entre 1450 et 1 490 nm et le praséodyme pour les longueurs d'onde d'environ 1 300 nm.  Toutefois, ces longueurs d'onde n'ont pas connu un usage commercial significatif et n'ont pas permis un développement de ces amplificateurs comme les amplificateurs dopés à l'erbium.

### Amplificateurs à effet Raman

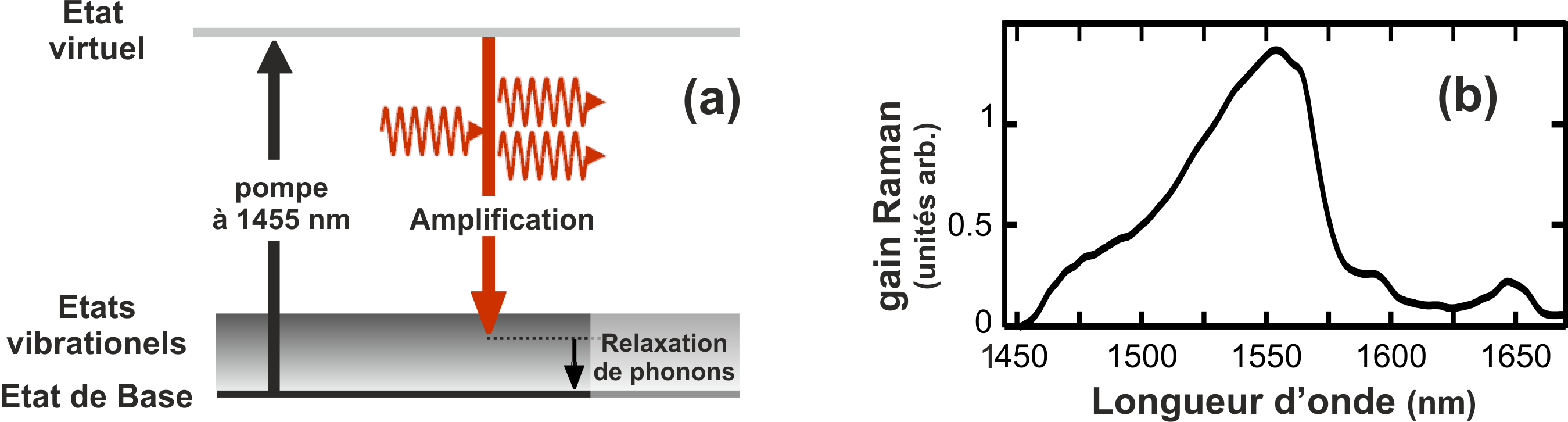
Amplification Raman

Les amplificateurs Raman n'utilisent pas les transitions atomiques d'ions dopés terres-rares dans les fibres mais se basent sur un échange d'énergie par diffusion Raman. Tous les matériaux ont un spectre Raman caractéristique. Un faisceau laser de pompage injecté dans la fibre (dans le sens de propagation du signal ou préférentiellement en sens inverse) va amplifier la lumière décalée vers les basses fréquences d'environ 13,2 THz, valeur caractéristique du décalage Raman dans la silice. Pour les télécommunications optiques usuelles à 1 550 nm, il faut donc utiliser un laser de pompage autour de 1 450 nm.
L'amplification Raman présente divers avantages. Elle ne nécessite pas de fibres spéciales. Elle peut donc être utilisée directement dans les fibres de communication et elle se répartit naturellement le long de la fibre. On parle alors d'amplification Raman distribuée. Une amplification distribuée dégrade moins le rapport signal à bruit qu'une amplification localisée. L'amplification Raman présente également des atouts non négligeables dans les communications multiplexées en longueurs d'onde car sa bande passante de gain est supérieure à celles offertes par les autres techniques d'amplification. En revanche, elle requiert une forte puissance optique de pompage.

## Amplificateurs à semi-conducteur
Les amplificateurs à semi-conducteurs ont la même structure qu'une diode laser de type Fabry-Perot mais sans les dispositifs de réflexion aux extrémités pour éviter l'effet laser dans ce type d'application.
Ce dispositif d'amplification est de petite taille et a l'avantage que le pompage est électrique (plus besoin de produire une lumière laser pour faire le pompage optique). La fabrication de ce type d'amplificateur est meilleur marché, mais a l'inconvénient d'introduire plus de bruit. Il a un gain plus modeste que les amplificateurs à fibre dopée à l'erbium.
Pour une puissance de sortie élevée, des amplificateurs optiques à structure conique sont utilisés. La gamme de longueur d'onde est de 633 nm à 1 480 nm.
Ces amplificateurs sont de plus en plus disponibles de par l'avènement du 100 Gbit/s Ethernet modulé en 100GBASE-LR4 ou 100GBASE-ER4 (normalisées par l'IEEE 802.3bm) car les amplificateurs SOA sont capables de couvrir la bande 1296-1309 nm utilisée. On peut dès lors envisager des portées de l'ordre de 40 à 60km sans avoir à recourir à des solutions OTN cohérentes. Des distances plus importantes ne peuvent que difficilement être atteintes en amplification simple du fait du bruit généré par les lasers Fabry-Perot.